# Тюрина, Полина Александровна
Поли́на Алекса́ндровна Тю́рина (род. 8 мая 2004, Москва) — российская скелетонистка.

## Карьера
Полина Тюрина дебютировала на Юниорской серии OMEGA и в январе 2020 года была участницей Зимних юношеских Олимпийских игр, проходивших в Лозанне. На юношеской зимней Олимпиаде, в соревновании скелетонисток, Полина по итогам двух попыток заняла 8-е место. 
В декабре 2020 года Тюрина дебютировала на Кубке Европы на этапе в Сигулде, заняв итоговое 4-е место. В декабре 2021 года стала победительницей этапа Кубка Европы в Сигулде, показав свой лучший результат в карьере на этом соревновании. 
22 марта 2024 года Тюрина на чемпионате России по бобслею и скелетону заняла 2-е место, уступив чемпионке Анастасии Труфановой и опередив Алину Тарарыченкову, которая завоевала бронзу.